# Circondario di Timbuctù
Il circondario di Timbuctù è un circondario del Mali facente parte della regione omonima. Il capoluogo è Timbuctù.
Si tratta del circondario più vasto del Paese, con una popolazione che per oltre il 40% si accentra nel capoluogo.

## Geografia antropica

### Suddivisioni amministrative
Il circondario di Timbuctù è suddiviso in 6 comuni:
- Alafia
- Ber
- Bourem-Inaly
- Lafia
- Salam
- Timbuctù